# Sakti
Sakti là một thị xã và là một nagar panchayat của quận Janjgir-Champa thuộc bang Chhattisgarh, Ấn Độ.

## Địa lý
Sakti có vị trí 22°02′B 82°58′Đ / 22,03°B 82,97°Đ Nó có độ cao trung bình là 237 mét (777 feet).

## Nhân khẩu
Theo điều tra dân số năm 2001 của Ấn Độ, Sakti có dân số 20.225 người. Phái nam chiếm 51% tổng số dân và phái nữ chiếm 49%. Sakti có tỷ lệ 70% biết đọc biết viết, cao hơn tỷ lệ trung bình toàn quốc là 59,5%: tỷ lệ cho phái nam là 79%, và tỷ lệ cho phái nữ là 61%. Tại Sakti, 13% dân số nhỏ hơn 6 tuổi.